# Area Of Responsibility
 (novembre 2023).
L'Area Of Responsibility (AOR - en français « Zone de responsabilité ») est une région géographique prédéfinie attribuée aux commandants de combat du plan de commandement unifié (UCP), qui est utilisée pour définir une zone avec des limites géographiques spécifiques où ils ont l'autorité de planifier et de conduire des opérations ; pour laquelle un commandant de force ou de composante porte une certaine responsabilité. Le terme peut également être utilisé dans d'autres pays du monde, mais il trouve son origine dans les forces armées des États-Unis. Ce système est conçu pour permettre à un seul commandant d'exercer le commandement et le contrôle de toutes les forces militaires dans la ZRR, quelle que soit leur branche de service.
Le 17 décembre 2008, le président des États-Unis a signé le plan de commandement unifié (UCP) 2008, qui fixe les limites actuelles du nouveau commandement, le Commandement des États-Unis pour l'Afrique (USAFRICOM), ainsi que toutes les modifications apportées aux limites des autres commandements.
Le plan de commandement unifié (UCP) 2011 des États-Unis a été signé le 6 avril 2011. Les frontières ont été ajustées dans les hautes latitudes septentrionales entre USEUCOM, USNORTHCOM et USPACOM.
Les commandants de combat peuvent désigner des théâtres de guerre, des théâtres d'opérations, des zones de combat et des zones de communication. Les commandants de forces interarmées peuvent définir des zones opérationnelles supplémentaires ou des zones interarmées pour faciliter la coordination et l'exécution de la guerre interarmées. La taille de ces zones et les types de forces utilisées dépendent de la portée, de la nature et de la durée prévue de l'opération.
Les commandants de combat et les autres commandants de forces interarmées utilisent l'organisation suivante de l'espace de bataille au niveau opérationnel de la guerre. Les commandants de combat se voient attribuer une zone de responsabilité dans le plan de commandement unifié.
- Théâtre militaire, la zone aérienne, terrestre et navale/littorale qui est, ou peut devenir, directement impliquée dans la manière de combattre ; définie par l'autorité de commandement nationale ou par un commandant combattant, cette zone n'englobe normalement pas toute la zone de responsabilité du commandant combattant.
- Théâtre d'opérations, sous-zone d'un théâtre de guerre définie par le commandant de la force, nécessaire à la conduite ou au soutien d'opérations spécifiques. Les différents théâtres d'opérations d'un même théâtre de guerre sont normalement séparés géographiquement et se concentrent sur des forces ennemies différentes. Les théâtres d'opérations sont généralement de taille importante, ce qui permet de mener des opérations sur de longues périodes.
- Zone de combat, zones nécessaires aux forces de combat pour la conduite des opérations.
- Zone de communication, partie arrière du théâtre de guerre ou du théâtre d'opérations (derrière mais contiguë à la zone de combat) qui contient les lignes de communication, les établissements de ravitaillement ou d'évacuation et les autres organismes nécessaires au soutien et à l'entretien immédiats des forces sur le terrain. Le commandant de la composante du corps des Marines concentre normalement ses efforts sur le déploiement, le soutien et l'entretien des forces, en particulier de la MAGTF, dans la zone de communications. Le commandant installe normalement son quartier général à proximité du commandant de la force interarmées, qui établit généralement son quartier général dans la zone de communications.

La compréhension de l'espace de bataille interarmées au niveau opérationnel de la guerre dans lequel les forces vont opérer est une étape importante dans la mise en place des conditions de leur succès. Les commandants des forces doivent comprendre la relation entre la zone d'opération (ZO), la zone d'intérêt et la zone d'influence.
En analysant la zone d'action en termes de zone d'influence et de zone d'intérêt, le commandant de la force détermine si la zone d'action assignée est appropriée. Cette analyse peut porter sur les capacités des forces à mener des actions dans le cadre des fonctions de combat.

## Zone d'opérations

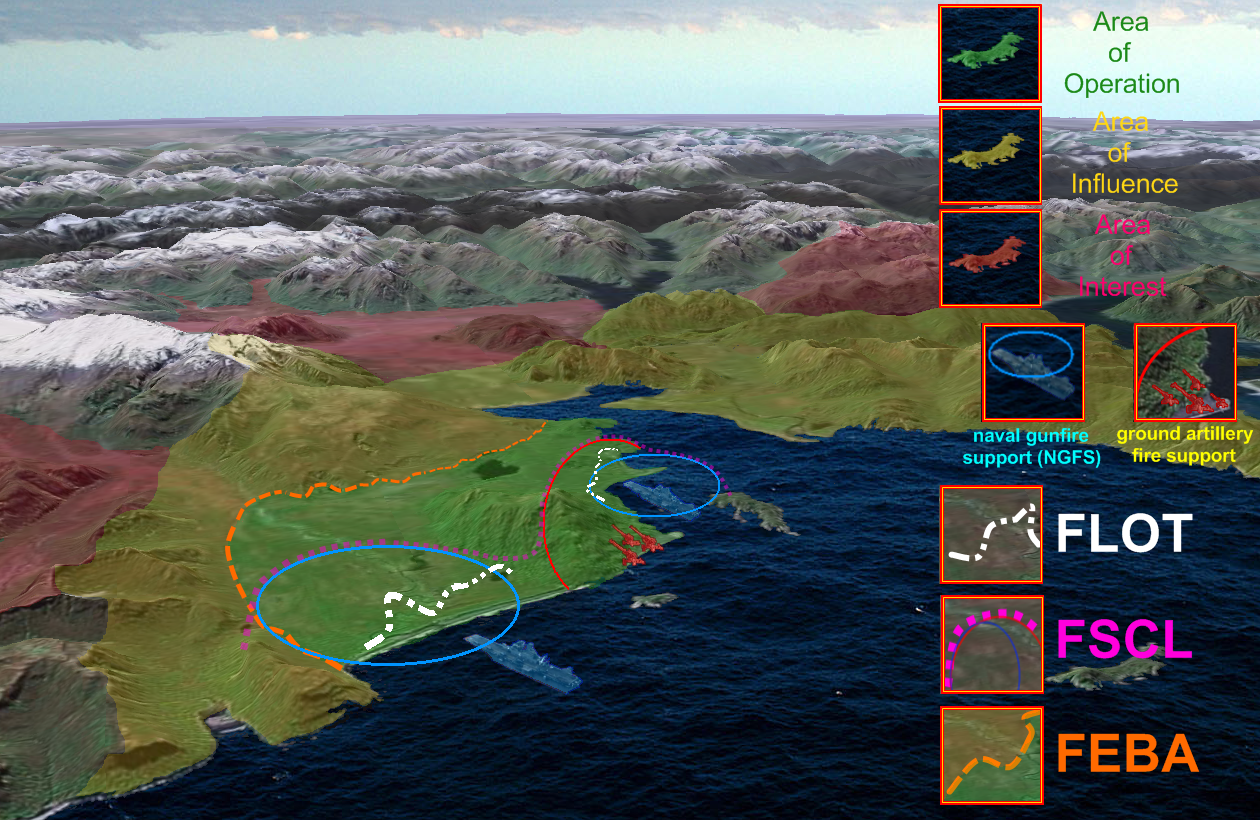
Diagramme de l'espace de combat ; les zones contiguës sont représentées par rapport aux zones de responsabilité non contiguës.

Les zones d'opération, ou ZO, sont des zones que les commandants de composantes et de forces définissent comme leur opérabilité tactique. Elles sont également connues sous le nom d'espace de combat rapproché. Les commandants s'attachent à établir le commandement et le contrôle dans cette zone, qui englobe tous les aspects de l'appui-feu (tir naval, supériorité aérienne et artillerie), afin de fournir aux forces terrestres le soutien dont elles ont besoin. Le commandant met également en place la protection des forces et les armes de soutien, telles que la logistique ou les renforts.
Le terme "zone d'opérations" est utilisé depuis longtemps dans l'armée américaine pour désigner les zones géographiques qui intéressent des unités beaucoup plus petites que les commandements de combat. Il est particulièrement utilisé par les forces spéciales de l'armée américaine.
Le commandant peut choisir d'organiser son AO de manière que ses subordonnés aient des AO contiguës ou non contiguës :
- Zone d'opérations contiguës - Dans une zone d'opérations contiguës, tous les commandements subordonnés partagent une ou plusieurs limites communes à distance de soutien les uns des autres dans l'espace de bataille. Un commandant peut établir son espace de combat en tenant compte des opérations linéaires, lorsqu'il existe une continuité et un ensemble contigu d'unités dans la zone d'opération (OA).
- Zone d'opération non contiguë - Une zone d'opération non contiguë est une zone dans laquelle une ou plusieurs zones d'opération subordonnées ne partagent pas de limites communes. Le commandant établit des ZO non contiguës lorsque la situation la plus probable est celle où la force opérationnelle mène des opérations non linéaires dans un espace de combat non contigu et dans un cadre opérationnel comportant des zones profondes, rapprochées et arrière non contiguës.

L'opération Restore Hope en Somalie en 1992-1993 est un exemple de champ de bataille avec des zones non contiguës. La zone arrière de la force tactique terrestre et aérienne des Marines (MAGTF) des États-Unis était centrée sur les sites distincts de l'enceinte de l'ambassade, du port et de l'aérodrome dans la ville de Mogadiscio, tandis que sa zone proche était largement dispersée autour des villes et des villages de l'intérieur occupés par la MAGTF. La zone profonde de la MAGTF comprenait le reste du pays et en particulier les centres de population et de secours qui n'étaient pas sous la supervision du commandant de la force conjointe.

## Zones d'influence
Dans une zone d'influence, le commandant de la composante ou de la force affecte des unités subordonnées à la réalisation de missions à l'intérieur et à l'extérieur de cette zone. La communication est essentielle, qu'il s'agisse de la reconnaissance pour rapporter des renseignements ou de l'appui-feu pour les forces terrestres.
Parfois appelée espace de combat éloigné, elle est utile au commandant de la force en tant qu'outil pour assigner les zones d'opérations subordonnées et pour concentrer la collecte de renseignements et les opérations d'information afin de façonner l'espace de combat pour faciliter les opérations futures. La zone d'influence d'aujourd'hui peut être la zone d'action de demain.

## Domaine d'intérêt
Le terme clé zone d'intérêt spécifie les zones d'intérêt pour le commandant de la composante ou de la force ; l'emplacement des forces amies et ennemies, et les capacités qui peuvent constituer un avantage, l'infrastructure et le terrain clé qui concernent le commandant.
La taille de la zone d'intérêt dépasse normalement la portée opérationnelle du commandant, qui se concentre principalement sur la portée des opérations en profondeur.
Si la zone d'intérêt comprend la zone d'opérations et la zone d'influence, elle peut s'étendre bien au-delà des autres parties de l'espace de combat du commandant.
Un commandant peut également avoir des zones d'intérêt autour des bases aériennes dans d'autres pays voisins de la zone d'opérations de la force opérationnelle.

## Voie également
- Liste des acronymes du gouvernement et de l'armée des États-Unis